# Лазање
Лазање (итал.  — „печене лазање”) су карактеристично италијанско јело, које је заступљено у италијанским регијама Емилија-Ромања и Марке, односно у целој централној Италији. Лазање се једу широм света и један су од синонима за италијанску кухињу.

## Припрема
Најраширенији рецепт, а уједно и најједноставнији, подразумева додатак у лазање рагу соса, бешамела и пармезана. У новије време уведена је и употреба сира моцареле.
Такође су распрострањене беле сорте лазање, које често имају и печурке. Обични састојци за лазање су: кора за лазање, мешано млевено месо, пасирани парадајз, црно вино, главица црвеног лука, бели лук, першун, бибер, босиљак, пармезан, маслац, брашно и млеко. Лазање могу бити правоугаоног или у облику коцке, пеку се у рерни.